# Чернігівський фаховий музичний коледж імені Левка Ревуцького
Чернігівський фаховий музичний коледж імені Левка Ревуцького — комунальний заклад фахової передвищої освіти в Чернігові.
Чернігівський музичний коледж є єдиним навчальним закладом Чернігівщини, що здійснює підготовку спеціалістів у галузі музичного мистецтва, зокрема викладачів музичних шкіл, шкіл мистецтв, керівників творчих колективів театрів, артистів філармонійного центру, театрів та інших установ культури.
Заклад відкрито в 1961 році. З 1977 року він має ім'я українського композитора, педагога, музичного і громадського діяча Левка Ревуцького.
До 2017 року мав назву Чернігівське музичне училище.

## Загальна інформація
Чернігівський музичний коледж здійснює підготовку спеціалістів із освітньо-професійним ступенем «фаховий молодший бакалавр» за спеціальністю 025 «Музичне мистецтво» за освітньо-професійними програмами:
- Фортепіано
- Оркестрові струнні інструменти
- Оркестрові духові та ударні інструменти
- Народні інструменти
- Хорове диригування
- Спів
- Теорія музики
- Музичне мистецтво естради
- Естрадний спів

У коледжі навчаються 450 студентів та викладають близько 130 викладачів. Директор коледжу (з 1993) — Володимир Суховерський.
При коледжі існує школа педагогічної практики та школа мистецтв для обдарованих дітей.

## Історія
Історія створення і становлення музичного училища в Чернігові бере свій початок у 1904 році, коли згідно з рішенням чернігівського губернатора та дозволу Імператорського товариства Російської імперії було відкрито приватне музичне училище вільного художника Кіндрата Сорокіна, яке працювало за програмами Санкт-Петербурзької консерваторії; викладачами працювали випускники Віденської, Санкт-Петербурзької консерваторії та Київського музичного училища.
Після перевороту 1917 року розвиток музичної освіти в Чернігові пов'язаний з професором Московської консерваторії Євгеном Васильовичем Богословським, який у 1919 році переїхав на постійне місце проживання до міста. Саме він відновив роботу музичного училища, яке в різні роки називалося музпрофшколою та Чернігівським радянським музичним училищем.
Випускники музичного училища 1920—1930-х років стали гідними продовжувачами музичної культури та освіти Чернігова. Працюючи в музичних школах міста у 30—50-ті роки A. I. Сімкін, О. I. Кресинська, Н. Ф. Володимирська, B. C. Гурко, М. М. Пейсахович, Й. М. Слуцький сприяли поновленню роботи Чернігівського музичного училища вже після Другої світової війни.
Власне сучасне Чернігівське музичне училище було засноване згідно з рішенням Чернігівської обласної ради від 16 червня 1961 року. Очолив навчальний заклад випускник Московської та Київської консерваторій, заслужений працівник культури України Василь Полевик і за 10 років сформував працездатний, високопрофесійний колектив.
Одним із викладачів училища був Пашин Леонід Миколайович — український диригент, заслужений артист України.
У період 1971—1986 років під керівництвом випускника Одеської консерваторії О. В. Шебітченка Чернігівське музичне училище перетворилося у провідний мистецький заклад Чернігівщини.
Починаючи від 1977 року закладу присвоїли ім'я композитора, професора, народного артиста СРСР Левка Миколайовича Ревуцького.
У 1990 році училище одержало нове приміщення. У той час виш очолював випускник Київської консерваторії, фольклорист, хормейстер Владислав Бойко.
В 1992 році розпорядженням облдержадміністрації № 306 від 18 вересня 1992 року при музичному училищі відкрилась школа мистецтв, а в 1998 році наказом Міністерства культури і мистецтв України № 225 від 20 травня 1998 року був створений навчальний комплекс, що є добровільним об'єднанням Національної музичної академії імені Петра Чайковського та Чернігівського музичного училища імені Левка Ревуцького. Відтак, «Навчальний комплекс-школа-училище-академія» діє на підставі «Положення про навчальний комплекс», затвердженого Міністерством культури і мистецтв України, та «Установчого договору» про створення навчального комплексу.
У 1990-х роках колектив Чернігівського музичного училища активно брав участь у музичному житті міста — тоді в місті були створені професійні музичні колективи: духовий, симфонічний, естрадно-симфонічний, народний оркестри та камерний хор імені Дмитра Бортнянського. Фактично, ще вчора студентські колективи стали професійними, їх очолили провідні викладачі, заслужені діячі мистецтв України Микола Сукач, Любомир Боднарук, заслужений працівник культури України В. Соломаха, старші викладачі училища В. Кожан, Д. Єгоров. Серед викладачів з 1993 року — народний артист України Віктор Субачев, з 1991 року — народна артистка України Марина Гончаренко, з 1995 р. — народна артистка України, з 2002 р. завідувачка відділу «Спів» (заснований у 2001 р.) Роговець Лариса Вікторівна.
У 2017 році заклад було перейменовано у Чернігівський музичний коледж імені Левка Ревуцького, а у 2020 — у Чернігівський фаховий музичний коледж імені Левка Ревуцького.
З моменту відкриття у 1961 році Чернігівський фаховий музичний коледж імені Левка Ревуцького закінчило близько 3000 спеціалістів, причому половина з них продовжила навчання у вищих навчальних закладах України та за її межами. Понад 30 випускників вишу здобули високі звання — «Заслужений діяч мистецтв України», «Заслужений артист України» та «Заслужений працівник культури України»; понад 20 випускників училища працюють на посадах доцентів та професорів вищих мистецьких навчальних закладів України та інших держав світу.